# Shigeo Shingō
Shingō Shigeo (jap. 新郷 重夫; * 08.01.1909; † 14.11.1990) war Ingenieur und einer der führenden Protagonisten des Qualitätsmanagements in Fertigungsprozessen in Japan. Er gilt als Mitentwickler des Toyota-Produktionssystems TPS, Entwickler der Fehlerquelleninspektion (engl. source inspection), im Rahmen des „Toyota Production System“ TPS entwickelte er ein Vorbeugungskonzept („Poka Yoke“), Rüstzeitreduktionen (SMED) und Rüstkonzepte (IED und OED) und war Verfasser diverser Bücher.

## Beruflicher Werdegang
Shigeo Shingo schloss sein Studium am Yamanashi Technical College (engl. für die Yamanashi kōgyō senmon gakkō, heute Teil der Universität Yamanashi) 1930 als graduierter Ingenieur ab und war dann zunächst bei der Taipei Railway Factory in Taiwan tätig, wo er die wissenschaftliche Betriebsführung einführte. 1945 wurde er Mitglied des japanischen Managementverbands; es folgten weitere Tätigkeiten in unterschiedlichen japanischen Organisationen, so als Manager im Computing Office, dem Fukioko Office, sowie als Vorsitzender des Department of Education. Hier setzte er sich zum ersten Mal intensiv mit dem Prinzip der statistischen Qualitätskontrolle auseinander.
1954 stellte ihn Toyota als Berater ein. 1955 übernahm er die Leitung über die industrielle Unternehmensoptimierung, wo er an der Entwicklung des „Toyota Production system“ (TPS) beteiligt war, indem er später sowohl das Poka-Yoke-Prinzip, als auch das SMED-Konzept (Single Minute Exchange of Die) einbrachte. Die folgenden drei Jahre (1956–1958) beschäftigte er sich zudem damit, die Produktionszeit im Werftbau zu minimieren. Schließlich gelang es ihm, die Fabrikationszeit um 50 % zu verkürzen, woraufhin das von ihm entwickelte Verfahren in weiten Teilen Japans übernommen wurde. 1959 gründete Shigeo das „Institute of Management Improvement“, dem er selbst als Präsident vorsaß.
Von 1961 bis 1964 entwickelte Shigeo Shingo das sogenannte Poka-Yoke Prinzip, welches eine Fehlerkontrolltechnik zur Vermeidung von Fehlern darstellt, um mangelnde Kundenzufriedenheit, sowie das eventuelle Anfallen hoher Kosten zur Fehlerbeseitigung zu verhindern. Später konzipierte er in Zusammenarbeit mit Toyota zudem das SMED-Verfahren (Single Minute Exchange of Die), das Verluste durch die Umrüstzeit zwischen einzelnen Produktionsschritten minimieren sollte. Ab 1971 wurde Shingo auch auf internationaler Ebene tätig, so leitete er praktische Schulungen bei mehreren europäischen sowie US-amerikanischen Unternehmen.
1988 wurde der Shingo-Preis für hervorragende Fertigung gegründet, der als eine der höchsten Auszeichnungen im Bereich des Qualitätsmanagements gilt.
Shingo erhielt die Ehrendoktorwürde der Utah State University sowie der Université de Toulouse.

### Poka-Yoke
Das Poka-Yoke Prinzip (japanisch: Poka: Fehler, Yoke: Vermeidung) hat zum Ziel, dass Fehler, die im weiteren Produktionsverlauf zu hohen Kosten oder Qualitätseinbußen führen könnten, bereits frühzeitig vermieden werden. Dementsprechend werden Maßnahmen ergriffen, die beispielsweise an den Schnittstellen zwischen Arbeitssystem und Mensch das Auftreten solcher Fehler gänzlich verhindern sollen.
Es handelt sich bei Poka-Yoke daher um eine Form der präventiven Qualitätstechnik. Sie hat die Teile Fehlerquelleninspektion, Hundertprozent-Prüfung und Sofortmaßnahmen.

### SMED
Da das Umrüsten bzw. Austauschen von Maschinen oder Werkzeugen Zeit in Anspruch nimmt und somit zu Einbußen bei der Produktivität führt, zielt „Single Minute Exchange of Die“ (Werkzeugwechsel im einstelligen Minutenbereich, SMED) darauf ab, Stillstände oder Engpässe während der Produktion zu vermeiden. Dies wird erreicht durch eine Trennung zwischen Arbeitsschritten, die einen Stillstand des Systems erfordern und solchen, die bei laufender Produktion durchgeführt werden können.

## Veröffentlichungen
- A Revolution in Manufacturing. The SMED System. Productivity Press, Cambridge 1985
- Zero Quality Control. Source Inspection and the Poka-Yoke System. Productivity Press, Cambridge 1986
- A Study of the Toyota Production System from an Industrial Engineering Viewpoint. Productivity Press, Cambridge 1989